# Джасінда Ардерн
Джасінда Кейт Лорелл Ардерн (англ. Jacinda Kate Laurell Ardern; нар. 26 липня 1980, Гамільтон, Нова Зеландія) — новозеландська політична діячка, прем'єр-міністр Нової Зеландії (2017—2023), член Палати представників Нової Зеландії 49-го, 50-го, 51-го, 52-го та 53-го скликань від Лейбористської партії та лідерка партії (1 серпня 2017 — 22 січня 2023).

## Життєпис
Народилася 26 липня 1980 року в місті Гамільтон у мормонській сім'ї. Її дитинство пройшло в містечку Моррінствілль та Мурупара, де її батько працював поліціянтом.
Рано почала займатися політикою, працювала в канцелярії прем'єр-міністерки Гелен Елізабет Кларк та політичним радником колишнього прем'єр-міністра Великої Британії Тоні Блера. В 2008—2010 роках очолювала Міжнародний союз молодих соціалістів.
Очолила Лейбористську партію в момент її рекордно низького рейтингу, коли голова партії Ендрю Літл подав у відставку. До цього Джасінда Ардерн сім разів відмовлялася від пропозицій очолити партію. Через місяць після зміни керівництва рейтинги партії подвоїлись.
На пресконференції 19 січня 2023 року оголосила про рішення піти у відставку з посади прем'єр-міністерки після 6 років на посту, заявивши, що в неї більше немає достатньо сил для керівництва країною. Також вона зазначила, що лишатиметься у парламенті до виборів, що відбудуться 14 жовтня цього ж року. На посадах лідерки партії та прем'єр-міністерки її змінив Кріс Гіпкінс.

## Погляди
Джасінда Ардерн виступає за подолання нерівності в оплаті праці жінок, за право на нерозголошення жінкою своєму роботодавцеві планів щодо дітонародження, а також за декриміналізацію абортів у Новій Зеландії. Також Ардерн виступає на захист прав ЛГБТ-спільноти Нової Зеландії: 2013 року вона підтримувала законопроєкт «про рівність шлюбу», ухвалення якого дозволило укладати одностатеві шлюби у країні. Через власні погляди, зокрема, й щодо прав сексуальних меншин, 2005 року Ардерн полишила Церкву Ісуса Христа Святих останніх днів.
Активно підтримує корінний народ Нової Зеландії.